# Michael Wills, Baron Wills

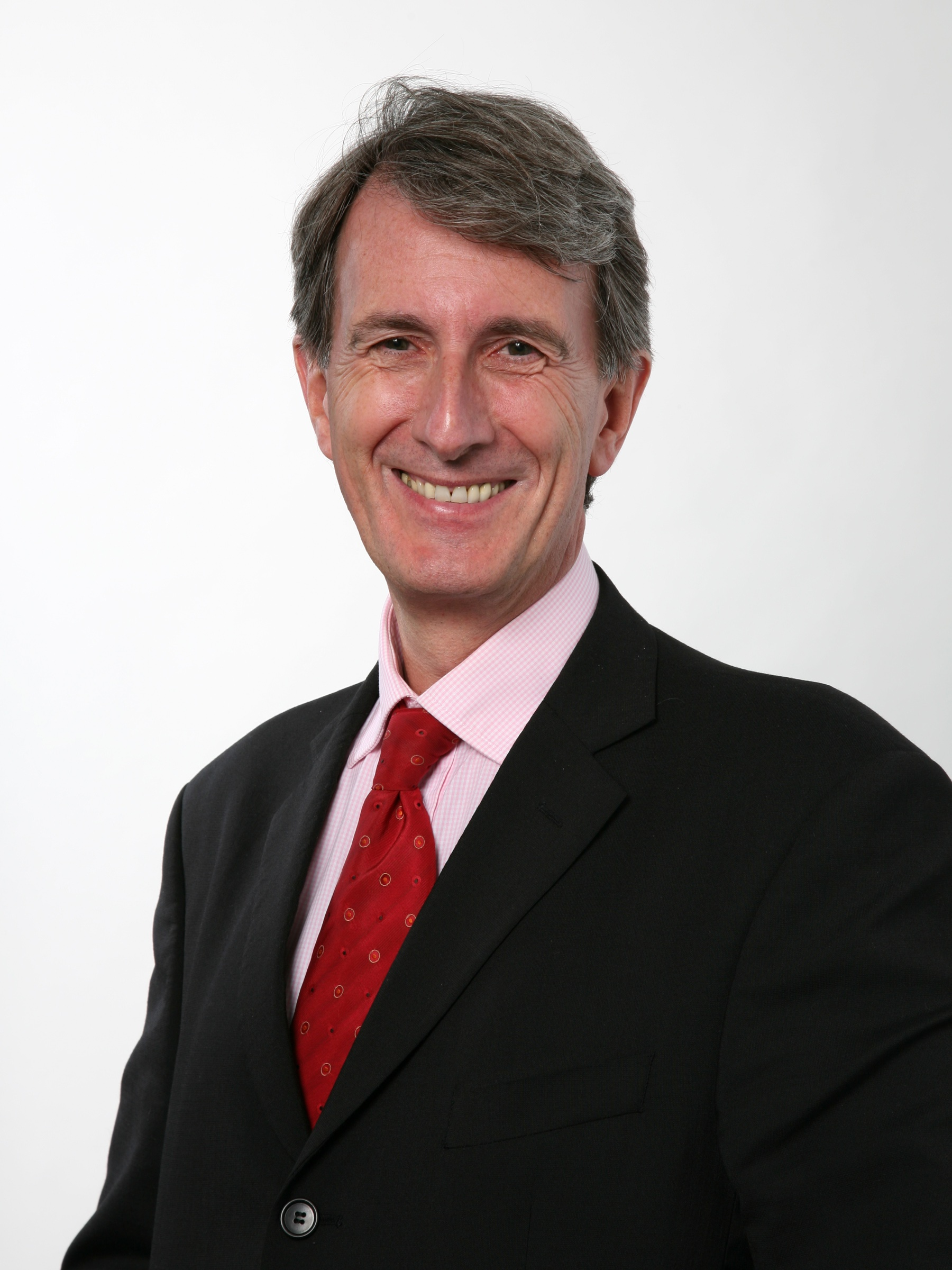
Michael Wills, Baron Wills

Michael David Wills, Baron Wills (* 20. Mai 1952) ist ein britischer Politiker der Labour Party, der zwischen 1997 und 2010 Abgeordneter im House of Commons war und seit 2010 als Life Peer Mitglied des House of Lords ist.

## Leben

### Studium, berufliche Laufbahn und Unterhausabgeordneter
Nach dem Besuch der Haberdashers’ Aske’s Boys’ School in Elstree begann Wills ein Studium der Geschichte am Clare College der University of Cambridge, das er 1976 mit einem Bachelor of Arts (B.A. History) beendete.
Im Anschluss trat er in den auswärtigen Dienst des Foreign and Commonwealth Office ein und war dort bis 1980 tätig. Danach war er Forschungsmitarbeiter von London Weekend Television, wo er Peter Mandelson kennenlernte, ehe er zwischen 1984 und 1997 Direktor der Produktionsgesellschaft Juniper Productions war.
Bei den Unterhauswahlen am 1. Mai 1997 wurde Wills als Kandidat der Labour Party zum Abgeordneten des House of Commons gewählt und vertrat in diesem bis zu den Unterhauswahlen am 6. Mai 2010 den Wahlkreis Swindon North vertrat.

### Juniorminister
Am 4. Januar 1999 wurde er von Premierminister Tony Blair zum Parlamentarischen Unterstaatssekretär im Handels- und Industrieministerium ernannt und war dort bis zum 28. Juli 1999 als „Juniorminister“ zuständig für Kleinbetriebe, Handel und Industrie. Im Anschluss war er vom 28. Juli 1999 bis zum 11. Juni 2001 Parlamentarischer Unterstaatssekretär im Bildungs- und Beschäftigungsministerium, ehe er danach bis 29. Mai 2002 Parlamentarischer Unterstaatssekretär beim Lordkanzler war. Am 2. Juni 2002 wurde Wills Parlamentarischer Unterstaatssekretär im Innenministerium (Home Office) und war dort bis zum 11. Juli 2003 für die Informationstechnologie im Strafrechtssystem verantwortlich.
Blairs Nachfolger als Premierminister, Gordon Brown, ernannte Wills am 28. Juni 2007 zum Staatsminister im Justizministerium. Dieses Amt bekleidete er bis zur Wahlniederlage der Labour Party bei den Unterhauswahlen am 6. Mai 2010.

### Oberhausmitglied und sonstige Funktionen
Nach seinem Ausscheiden aus Regierung und Unterhaus wurde er durch ein Letters Patent am 10. Juli 2010 als Life Peer mit dem Titel Baron Wills, of North Swindon in the County of Wiltshire and Woodside Park in the London Borough of Barnet, in den Adelsstand erhoben. Am 12. Juli 2010 folgte seine Einführung (Introduction) als Mitglied des House of Lords.
Lord Wills engagiert sich zurzeit ferner als Vorstandsmitglied des Instituts für Studien der Germanistik und Romantik der Universität London sowie als Mitglied des Beratungsgremiums von Transparency International UK.